# Ендовицкий, Дмитрий Александрович
Дми́трий Алекса́ндрович Ендови́цкий (род. 3 декабря 1970, Воронеж) — российский экономист, ректор ВГУ, профессор, доктор экономических наук, председатель Совета ректоров вузов Воронежской области, председатель Ассоциации вузов Черноземья, заместитель Секретаря Воронежского регионального отделения партии «Единая Россия», депутат Воронежской областной Думы («Единая Россия»).

## Биография
Через два года после окончания экономического факультета ВГУ, в 1995 году, защитил кандидатскую диссертацию «Анализ и оценка эффективности долгосрочных инвестиций» и начал преподавать в ВГУ. Его научным руководителем была профессор Л. Т. Гиляровская.
С 1999 года по 2011 год занимал должность заведующего кафедрой экономического анализа и аудита ВГУ.
В 2000 году защитил докторскую диссертацию, в 2002 году стал профессором, в 2006 году — проректором ВГУ по экономическому развитию и инновациям.
Является членом Ученого совета (председателем Совета по защите докторских диссертаций по специальности 08.00.12), директором Центра китайского языка и культуры при ВГУ, руководителем информационного центра московского издательского дома «Финансы и кредит» (при ВГУ), заместителем главного редактора московского научно-практического журнала «Экономический анализ: теория и практика».
В феврале 2011 года избран ректором Воронежского университета.
В 2012 году избран членом Общественной палаты Центрального федерального округа.
Автор 220 научных работ, 35 учебно-методических работ, нескольких учебников и монографий. Подготовил 50 кандидатов и 3 доктора наук.
Кандидат в мастера спорта по спортивной акробатике.
В 2022 году Дмитрий Ендовицкий выпустил сборник стихов под названием «Отпетый графоман». Ректор пишет, что сам не знает, как он, рациональный экономист, автор более 40 монографий и учебников по различным дисциплинам «докатился до этого». Впрочем, Ендовицкий тут же отмечает, что писал стихи в «стол» ещё со школьной поры: «Я далёк от мысли, что эти тексты получились профессиональными с позиции теории и практики стихосложения, классической лирики. Но уж точно искренние, с хорошей долей юмора и сарказма к происходящему вокруг меня».
В 2023 году в московском издательстве «Кнорус» вышел учебник «Основы военной подготовки и обороны государства», разработанный Дмитрием Ендовицким и его помощником по военному делу Виктором Шамаевым.
17 июня 2024 года Дмитрий Ендовицкий был задержан по подозрению в даче взятки. В тот же день партия «Единая Россия» приостановила его членство в партии.
19 июня 2024 года по решению суда был отправлен в СИЗО до 14 августа.
Несмотря на просьбу защиты Ендовицкого  на домашний арест был судом 28 июня оставлен в СИЗО до 14 августа.
Арест продлили до 12 августа 2025 года.

## Санкции
6 марта 2022 года после вторжения России на Украину подписал письмо в поддержу российской агрессии. С 9 июня 2022 года находится под персональными санкциями Украины за поддержку войны. Также был внесён ФБК в список коррупционеров и разжигателей войны за поддержку нападения на Украину.

## Награды
- Медаль концерна «Росэнергоатом» «50 лет атомной энергетике России» (2004)
- Медаль Российской Академии Наук (РАН)[источник не указан 1053 дня]
- Лауреат Всероссийского конкурса «Профессиональная команда страны» (I степени, федеральный уровень)[источник не указан 1053 дня]
- Орден «За вклад в науку» 2-й степени — награда общественного признания Международной Академии Общественных Наук[источник не указан 1053 дня].
- Медаль ордена «За заслуги перед Отечеством» II степени[13]
- Победитель Всероссийского конкурса «Лучшая экономическая кафедра 2010»
- Почётный знак «За добросовестный труд и профессионализм» (2 декабря 2020) — за многолетнюю научно-педагогическую деятельность, большой личный вклад в подготовку высококвалифицированных специалистов и в связи с 50-летием со дня рождения
- Знак отличия «За заслуги перед ДНР» lll степени[14]

### Учебники и учебные пособия
1. Инвестиционный анализ в реальном секторе экономики : Учеб. пособие для студентов по спец. «Финансы и кредит», «Бух. учёт, анализ и аудит», «Мировая экономика» / Д. А. Ендовицкий ; Под ред. д. э. н., проф. Л. Т. Гиляровской. — М. : Финансы и статистика, 2003. — 349 с. — 4400 экз. — ISBN 5-279-02501-1.
2. Анализ и оценка кредитоспособности заемщика : учеб.-практ. пособие для студентов вузов / Д. А. Ендовицкий, И. В. Бочарова. — М. : Кнорус, 2005. — 263 с. — 3000 экз. — ISBN 5-85971-128-X.
3. Комплексный экономический анализ хозяйственной деятельности : учебник : для студентов высших учебных заведений, обучающихся по специальности «Бухгалтерский учёт, анализ и аудит» / Л. Т. Гиляровская, Д. В. Лысенко, Д. А. Ендовицкий. — Москва : Проспект, 2006. — 360 с. : — 3000 экз. — ISBN 5-482-00401-5.
4. Учёт ценных бумаг : учебное пособие для студентов, обучающихся по специальности «Бухгалтерский учёт, анализ и аудит» / Д. А. Ендовицкий, Н. А. Ишкова; под ред. проф. Д. А. Ендовицкого. — Москва : КноРус, 2006 (Тверь : Тверской полиграфкомбинат). — 331 с. — 3000 экз. — ISBN 5-85971-185-9.
5. Учёт ценных бумаг : учебное пособие для студентов, обучающихся по специальности «Бухгалтерский учёт, анализ и аудит» / Д. А. Ендовицкий, Н. А. Ишкова; под ред. проф. Д. А. Ендовицкого. — 2-е изд., стер. — Москва : КноРус, 2007. — 331 с. — 3000 экз. — ISBN 978-5-85971-717-0.
6. Вознаграждение персонала : регулирование, учёт и отчетность, экономический анализ : учебное пособие для студентов вузов, обучаюшихся по специальностям 080109 «Бухгалтерский учёт, анализ и аудит», 080105 «Финансы и кредит» / Д. А. Ендовицкий, Л. А. Вострикова. — Москва : ЮНИТИ : ЮНИТИ-Дана, 2007. — 302 с. — 2000 экз. — ISBN 978-5-238-01211-7.
7. Бухгалтерский и налоговый учёт на малом предприятии : учебное пособие для студентов высших учебных заведений, обучающихся по специальностям «Бухгалтерский учёт, анализ и аудит», «Финансы и кредит», «Налоги и налогообложение» / Д. А. Ендовицкий, Р. Р. Рахматулина; под ред. проф. Д. А. Ендовицкого. — 2-е изд., стер. — Москва : Кнорус, 2007. — 255 с. — 3000 экз. — ISBN 978-5-85971-896-2.
8. Практикум по инвестиционному анализу : Учеб. пособие для студентов вузов, обучающихся по спец. 060400 «Финансы и кредит», 060500 «Бухгалт. учёт, анализ и аудит» / Д. А. Ендовицкий, Л. С. Коробейников [!Коробейникова], Е. Ф. Сысоева ; Под ред. к.э.н. Д. А. Ендовицкого. — М. : Финансы и статистика, 2001. — 238 с. — 5000 экз. — ISBN 5-279-02341-8.
9. Инвестиционный анализ в реальном секторе экономики : Учеб. пособие для студентов вузов, обучающихся по спец. 060400 «Финансы и кредит», 060500 «Бух. учёт, анализ и аудит» / Д. А. Ендовицкий ; Под ред. д.э.н., проф. Л. Т. Гиляровской. — Воронеж : Изд-во Воронеж. гос. ун- та, 2001. — 213 с. — 1000 экз. — ISBN 5-7455-1189-3.
10. Практикум по инвестиционному анализу : Учеб. пособие для студентов вузов, обучающихся по спец. 060400 «Финансы и кредит», 060500 «Бух. учёт, анализ и аудит» / Д. А. Ендовицкий, Л. С. Коробейников, Е. Ф. Сысоева ; Под ред. Д. А. Ендовицкого. — М. : Финансы и статистика, 2003. — 238 с. — 4000 экз. — ISBN 5-279-02341-8.
11. Организация анализа и контроля инновационной деятельности хозяйствующего субъекта : [Для студентов экон. вузов] / Д. А. Ендовицкий, С. Н. Коменденко. — М. : Финансы и статистика, 2004. — 269 с. — 2000 экз. — ISBN 5-279-02805-3.
12. Экономический анализ задолженности по векселям: учеб. пособие для студентов, обучающихся по специальностям «Финансы и кредит», «Бухгалт. учёт, анализ и аудит» / Д. А. Ендовицкий, Л. С. Коробейникова. — М. : Финансы и статистика, 2005. — 270 с. — 2000 экз. — ISBN 5-279-02861-4 (в обл.).
13. Международные стандарты аудиторской деятельности : учеб. пособие для студентов вузов, обучаюшихся по специальностям 080109 «Бухгалтерский учёт, анализ и аудит», 080105 «Финансы и кредит» / Д. А. Ендовицкий, И. В. Панина. — Москва : ЮНИТИ, 2006. — 270 с. — 30000 экз. — ISBN 5-238-01103-2.
14. Комплексный экономический анализ хозяйственной деятельности : учебник / Л. Т. Гиляровская, Д. В. Лысенко, Д. А. Ендовицкий. — Москва : Проспект : Велби, 2007 [то есть 2006] (Можайск (Моск.обл.) : Можайский полиграфкомбинат). — 360 с. — 3000 экз. — ISBN 5-482-01299-9. — ISBN 978-5-482-01299-4.
15. Бухгалтерский и налоговый учёт на малом предприятии : учебное пособие для студентов высших учебных заведений, обучающихся по специальностям, «Бухгалтерский учёт, анализ и аудит», «Финансы и кредит», «Налоги и налогообложение» / Д. А. Ендовицкий, Р. Р. Рахматулина. — Москва : Кнорус, 2007. — 255 с. — 2000 экз. — ISBN 5-85971-709-1. — ISBN 978-5-85971-709-5.
16. Комплексный экономический анализ хозяйственной деятельности : учебник / Л. Т. Гиляровская, Д. В. Лысенко, Д. А. Ендовицкий. — Москва : Проспект : Велби, 2008 (Можайск (Моск.обл.) : Можайский полиграфкомбинат). — 360 с. — 5000 экз. — ISBN 978-5-482-01997-9.
17. Анализ и оценка кредитоспособности заемщика : учебно-практическое пособие для студентов высших учебных заведений / Д. А. Ендовицкий, И. В. Бочарова. — 2-е изд., стер. — Москва : Кнорус, 2008. — 263 с. — 3000 экз. — ISBN 978-5-85971-928-0.
18. Экономический анализ активов организации : [учебник] : по образованию в области финансов, бухгалтерского учёта, мировой экономики и менеджмента / [Ендовицкий Д. А., Мсаенко А. Н., Лубков В. А.]; под ред. Д. А. Ендовицкого. — Москва : Эксмо, 2009. — 606 с. — 2000 экз. — ISBN 978-5-699-34328-7.
19. Учёт ценных бумаг : учебное пособие для студентов, обучающихся по специальности «Бухгалтерский учёт, анализ и аудит» / Д. А. Ендовицкий, Н. А. Ишкова; под ред. Д. А. Ендовицкого. — 3-е изд., перераб. и доп. — Москва: КноРус, 2010. — 382 с. — 2000 экз. — ISBN 978-5-406-00302-2.
20. Малое предприятие. 5 в 1: бухучет, налоги, документооборот, правовое сопровождение, анализ деятельности / Д. А. Ендовицкий, Р. Р. Рахматулина. — М.: Рид Групп, 2011. — 320 с. — (Школа малого бизнеса). — 3000 экз. — ISBN 978-5-4252-0087-7.
21. Ендовицкий Д. А. Анализ кредитоспособности организации и группы компаний : учебное пособие / Д. А. Ендовицкий , К. В. Бахтин, Д. В. Ковтун; под ред. Д. А. Ендовицкого. — М. : КНОРУС, 2011. — 376 с. — 1000 экз.. — ISBN 978-5-406-00971-0.

## Критика
Волонтёры сообщества «Диссернет» выявили некорректные научные публикации